# Bruno Bernard Heim
Monseñor Bruno Bernard Heim nació en la ciudad de Olten, en el cantón de Soleura, Suiza el 5 de marzo de 1911, falleciendo en su casa natal en la misma ciudad el 18 de marzo de 2003. 

## Vida
Se sintió llamado al sacerdocio, desde su adolescencia por lo que, apenas cumplida la edad necesaria, ingresó en el Seminario de Friburgo.
Poco después de su ordenación sacerdotal, acaecida el 29 de junio de 1938, continuó sus estudios superiores a partir de 1942 en la Pontificia Academia Eclesiástica, doctorándose en Derecho Canónico en la Universidad Gregoriana de Roma en 1946.
Durante todos estos años trabajó denodadamente a título personal por el renacimiento de la heráldica eclesiástica dentro de la Iglesia católica.

## Vocación diplomática
En enero de 1947 entró a formar parte del servicio diplomático de la Santa Sede, habiendo servido en varias delegaciones diplomáticas durante la década de 1950-60, entre ellas siendo el secretario personal del àrzobispo Angelo Roncalli en la Nunciatura Apostólica en París. Fue delegado apostólico en Egipto, pro-nuncio en Finlandia y de nuevo en Egipto y pro-nuncio apostólico y nuncio apostólico en Reino Unido durante los pontificados de Juan XXIII, de Pablo VI, de Juan Pablo I y de Juan Pablo II, al servicio diplomático de la Santa Sede.
Está considerado como uno de los más grandes heraldistas eclesiásticos y nobiliarios del siglo XX.
| Predecesor: -                      | Arzobispo titular de Xanthus 9 de noviembre de 1961 - 18 de marzo de 2003           | Sucesor: -                                             |
| Predecesor: Martin Lucas, s.v.d.   | Delegado Apostólico en Escandinavia 9 de noviembre de 1961 - 16 de febrero de 1966  | Sucesor: él mismo, como primer pro-nuncio en Finlandia |
| Predecesor: Primero en dicho cargo | Pro-Nuncio Apostólico en Finlandia 16 de febrero de 1966 - 7 de mayo de 1969        | Sucesor: Josip Zabkar                                  |
| Predecesor: Lino Zanini            | Pro-Nuncio Apostólico en Egipto 7 de mayo de 1969 - 16 de julio de 1973             | Sucesor: Achille Marie Joseph Glorieux                 |
| Predecesor: Domenico Enrici        | Delegado Apostólico en el Reino Unido 16 de julio de 1973 - 22 de febrero de 1982   | Sucesor: él mismo                                      |
| Predecesor: Primero en dicho cargo | Pro-Nuncio Apostólico en el Reino Unido 22 de febrero de 1982 - 16 de julio de 1985 | Sucesor: Luigi Barbarito                               |

## Publicaciones
- Heim, Bruno Bernard (1947) Walter AG, Olten. "Wappenbrauch und Wappenrecht in der Kirche".
- Heim, Bruno Bernard (1949) Beauchesne, Paris. "Coutumes et Droit Héraldiques de l'Eglise". New edition 2012. ISBN 978-2-7010-1995-6.
- Heim, Bruno Bernard (1978) Gerrards Cross, UK: Van Duren & Humanities Press, Inc. USA. "Heraldry in the Catholic Church: Its Origins, Customs, and Laws". ISBN 0-391-00873-0
- Heim, Bruno Bernard (1980) Uitgeverij Altiora, Helmond. "Kerkelijke heraldiek - van 1270 tot Johannes Paulus II". ISBN 9-025269-50-0.
- Heim, Bruno Bernard (1981) Gerrards Cross, UK: Van Duren. "Armorial: Armorial Liber Amicorum". ISBN 0-905715-16-0.
- Heim, Bruno Bernard (1981) UK: Van Duren (1744). "Orders of Knighthood, Awards, and the Holy See: A Historical, Juridical, and Practical Compendium". ISBN 978-0-9057-1512-4
- Heim, Bruno Bernard (1994) Gerrards Cross, Buckinghamshire, England, UK, Van Duren. "Or and Argent". ISBN 0-905715-24-1.
- Heim, Bruno Bernard (2000) Libreria Editrice Vaticana. Ciudad del Vaticano.  "L'Araldica nella chiesa Cattolica. Origini, usi legislazione". ISBN 88-209-2965-1.